# Thomas Cooper, 1. Baron Cooper of Culross
Thomas Mackay Cooper, 1. Baron Cooper of Culross KC PC OBE FRSE (* 24. September 1892; † 15. Juli 1955) war ein schottischer Richter und Politiker.

## Leben
Cooper wurde als Sohn des Ingenieurs John Cooper und Margaret Mackay im Jahre 1892 geboren. Er besuchte das George Watson’s College und wechselte dann an die Universität Edinburgh. Cooper erwarb einen Bachelorabschluss in Rechtswissenschaften und erhielt 1915 seine Zulassung. Im Anschluss vollendete Cooper das Masterstudium. Ab 1922 war er als Rechtsassessor für die Stadt Edinburgh tätig. 1927 wurde er zum Kronanwalt berufen. Zu diesem Zeitpunkt war ihm bereits der Order of the British Empire in der niedrigsten Ausprägung verliehen worden.
1935 wurde Cooper als Solicitor General für Schottland installiert und in das Privy Council aufgenommen. Im selben Jahr wurde er außerdem zum Lord Advocate ernannt und bekleidete diese Position bis 1941. Als Lord Justice Clerk war er zwischen 1941 und 1946 installiert. Zwischen 1947 und 1954 hielt Cooper den Posten des Lord Justice General sowie des Lord Presidents of the Court of Session. Am 31. Juli 1954 wurde ihm der erbliche britische Adelstitel Baron Cooper of Culross, of Dunnet in the County of Caithness, erhoben und erhielt damit einen Sitz im House of Lords. Er war Fellow der Royal Society of Edinburgh wie auch der Royal Asiatic Society. Die Universität Edinburgh verlieh ihm ein Ehrendoktorat. Des Weiteren war er Bencher des Middle Temple. Cooper verstarb 1955. Da er keine Kinder hinterließ, erlosch sein Adelstitel bei seinem Tod.

## Politischer Werdegang
Erstmals trat Cooper bei den Unterhauswahlen 1935 zu Wahlen auf nationaler Ebene an. Er kandidierte im Wahlkreis Edinburgh West für die Unionist Party gegen den Labour-Kandidaten J. Welsh. Cooper erhielt mit 67,0 % die Stimmmehrheit und zog in der Folge in das britische Unterhaus ein. 1941 gab Cooper sein Mandat zurück und schied aus dem House of Commons aus. Sein Nachfolger Ian Clark Hutchison hielt das Mandat ohne Gegenkandidat.